# Arthur Igual
Pour les articles homonymes, voir Igual.
Arthur Igual est un acteur français. Il est nommé aux Molières 2015 pour Le Capital et son Singe dans une mise en scène de Sylvain Creuzevault.

## Biographie
En 2006, Arthur Igual est diplômé du Conservatoire national supérieur d'art dramatique.

### Cinéma
La réalisatrice Caroline Deruas-Garrel trouve en Arthur Igual (Marc) et Salomé Stévenin (Camille) le couple à l'écran qu'elle cherche pour son premier court métrage L'Étoile de mer sélectionné à la Quinzaine des réalisateurs au Festival de Cannes.
Arthur Igual entre dans une famille de cinéma et de théâtre dans laquelle il interprète un personnage ayant son propre prénom dans deux des courts métrages du réalisateur Louis Garrel sélectionnés à la Quinzaine des réalisateurs : Mes copains en 2008 et Petit Tailleur en 2010 dans lequel Arthur crée par amour une robe pour l'actrice Marie-Julie jouée par Léa Seydoux. Leurs interprétations avec celle du grand-père Grand Albert sont saluées par une nomination du film au César du meilleur court métrage. Arthur Igual partage l'affiche d’ores et déjà avec Sylvain Creuzevault et Louis Garrel.
En 2013 dans La Jalousie réalisé par le père de Louis Garrel, Arthur Igual interprète l'ami de Louis.
En 2016, il joue au Palais Garnier avec Lara Stone et Mathilde Bisson dans le premier court métrage de la réalisatrice Laetitia Casta En moi projeté en clôture de la Semaine de la Critique au festival de Cannes.

### Théâtre
En 2015, c'est pour son interprétation dans la pièce Le Capital et son Singe créée collectivement par la compagnie de théâtre Le Singe  à partir de la vie de Karl Marx, sa correspondance et ses œuvres en particulier Le Capital, dans une mise en scène de Sylvain Creuzevault, qu'Arthur Igual est nommé aux Molières.

## Filmographie

### Cinéma

#### Longs métrages
- 2007 : Actrices de Valeria Bruni Tedeschi : le moniteur de natation
- 2012 : Nous York : Géraldine Nakache et Hervé Mimran : Nicolas
- 2012 : Cherchez Hortense de Pascal Bonitzer : Antoine
- 2013 : L'Art de la fugue de Brice Cauvin : Alexis
- 2013 : La Jalousie de Philippe Garrel : l'ami de Louis
- 2014 : Stiller Sommer (Été tranquille, Silent Summer) de Nana Neul[9] : Franck
- 2016 : Mal de pierres de Nicole Garcia : L'instituteur (En compétition officielle au Festival de Cannes)
- 2016 : Zweig, l'exilé de Maria Schrader : Antonio Aita
- 2016 : Jours de France de Jérôme Reybaud : Paul
- 2018 : L'Homme fidèle de Louis Garrel : Ami enterrement
- 2018 : Un amour impossible de Catherine Corsini : Cédric
- 2019 : Lune de miel d'Élise Otzenberger : Adam
- 2020 : Éléonore d'Amro Hamzawi : Lucas
- 2022 : Falcon Lake de Charlotte Le Bon : Romain
- 2023 : Comme une louve de Caroline Glorion : Pierre
- 2024 : Sarah Bernhardt, La Divine de Guillaume Nicloux : Emile Zola
- 2025 : Par amour d'Elise Otzenberger : Antoine

#### Courts métrages
- 2006 : L'Étoile de mer de Caroline Deruas : Marc
- 2008 : Mes copains de Louis Garrel : Arthur
- 2008 : Le Feu, le Sang, les Étoiles de Caroline Deruas : le jeune homme
- 2009 : La Ménagerie de Betty d'Isabelle Mayor : Basile
- 2010 : Petit Tailleur de Louis Garrel : Arthur
- 2011 : Les Enfants de la nuit de Caroline Deruas : Marcel[10]
- 2016 : En moi de Laetitia Casta : l'assistant
- 2020 : So long, Paris! de Charles Dudoignon-Valade : Paul

### Télévision
- 2011 : Bankable de Mona Achache – Michael Brette
- 2011 : À la recherche du temps perdu de Nina Companeez – Albert Bloch
- 2017 : Le Bureau des légendes – Collaborateur protection
- 2019 : Thanksgiving (mini-série) de Nicolas Saada – Caron

## Théâtre
- 2006 : Baal de Bertolt Brecht, mise en scène de Sylvain Creuzevault, Théâtre de l'Odéon
- 2007 : Le Mental de l’équipe  de Emmanuel Bourdieu et Frédéric Bélier-Garcia, mise en scène de Denis Podalydès et Frédéric Bélier-Garcia[11], Théâtre du Rond-Point
- 2007 : L'Orestie d'Eschyle, mise en scène de David Géry, Théâtre de la Commune
- 2007 : La Flûte enchantée de Wolfgang Amadeus Mozart, mise en scène de Jean-Paul Scarpitta: le récitant, Opéra National de Montpellier
- 2008 : L'Orestie d'Eschyle, mise en scène d'Olivier Py, Théâtre de l'Odéon
- 2008 : Ombres portées d'Arlette Namiand, mise en scène de Jean-Paul Wenzel, Théâtre de Cergy-Pontoise
- 2008 : Le garçon girafe de Christophe Pellet, mise en scène de Frédéric Bélier-Garcia, Théâtre Gérard Philipe
- 2008 : Les cahiers de Vaslaw Ninjinsky, mise en scène de Jean-Paul Scarpitta, Cour des Ursulines
- 2008 : La Grande Magie de Eduardo de Filippo, mise en scène de Laurent Laffargue : Mariano D’Albino et Gregorio Di Spelta[12], Théâtre de l'Ouest Parisien
- 2009 : Le Canard sauvage d'Henrik Ibsen, mise en scène d'Adrien Béal : Gregers Werle[13], Théâtre de Vanves
- 2009 : Notre terreur, création collective, mise en scène de Sylvain Creuzevault, Théâtre national de la Colline
- 2010 : Visite au père de Roland Schimmelpfennig, mise en scène d'Adrien Béal, lectures[14] au Théâtre de Vanves
- 2011 : Il est trop tôt pour prendre des décisions définitives d’après Pier Paolo Pasolini, mise en scène d'Adrien Béal : le chef d’orchestre, l'horloger[15], Théâtre de Vanves
- 2011 : Ombres portées d'Arlette Namiand, mise en scène de Jean-Paul Wenzel[16], Théâtre de la Tempête
- 2012 : Dans la jungle des villes de Bertolt Brecht, mise en scène de Roger Vontobel : Shlink[17], Théâtre national de la Colline
- 2014 : Le Capital et son Singe d'après Karl Marx, création collective, mise en scène de Sylvain Creuzevault[8], Théâtre national de la Colline
- 2015 : Trissotin ou les Femmes savantes de Molière, mise en scène de Macha Makeïeff : Ariste[18], Théâtre Montparnasse

## Distinctions
- Molières 2015 : nomination au Molière du comédien dans un second rôle pour Le Capital et son Singe[1]